# Харькіне (Тверська область)
Харькіне — село в Зубцовському районі Тверської області. Входить до складу Зубцовського сільського поселення.

## Географія
Знаходиться в південній частині Тверської області на відстані приблизно 12 км на схід-північний схід від районного центру міста Зубцов.
Село було відмічене ще на карті 1825 року. В 1859 році належало до Зубцовського повіту Тверської губернії та нараховувало 16 дворів, в 1941 році — 35 дворів.

## Населення
Чисельність населення: 143 особи (1859 рік), 0 в 2002, 1 в 2010.